# Llista d'asteroides/173901-174000
| Nom      | Designació provisional | Data de descobriment   | Lloc de descobriment | Descobridor/s        |
| -------- | ---------------------- | ---------------------- | -------------------- | -------------------- |
| 173901 - | 2001 UR160             | 23 d'octubre de 2001   | Socorro              | LINEAR               |
| 173902 - | 2001 UN163             | 23 d'octubre de 2001   | Socorro              | LINEAR               |
| 173903 - | 2001 UH179             | 26 d'octubre de 2001   | Palomar              | NEAT                 |
| 173904 - | 2001 UX183             | 16 d'octubre de 2001   | Socorro              | LINEAR               |
| 173905 - | 2001 UZ205             | 19 d'octubre de 2001   | Palomar              | NEAT                 |
| 173906 - | 2001 UD225             | 25 d'octubre de 2001   | Socorro              | LINEAR               |
| 173907 - | 2001 VK2               | 10 de novembre de 2001 | Badlands             | R. Dyvig             |
| 173908 - | 2001 VW10              | 10 de novembre de 2001 | Socorro              | LINEAR               |
| 173909 - | 2001 VC17              | 10 de novembre de 2001 | Ondřejov             | P. Pravec, P. Pravec |
| 173910 - | 2001 VF31              | 9 de novembre de 2001  | Socorro              | LINEAR               |
| 173911 - | 2001 VS31              | 9 de novembre de 2001  | Socorro              | LINEAR               |
| 173912 - | 2001 VT36              | 9 de novembre de 2001  | Socorro              | LINEAR               |
| 173913 - | 2001 VA42              | 9 de novembre de 2001  | Socorro              | LINEAR               |
| 173914 - | 2001 VA48              | 9 de novembre de 2001  | Socorro              | LINEAR               |
| 173915 - | 2001 VN49              | 10 de novembre de 2001 | Socorro              | LINEAR               |
| 173916 - | 2001 VY55              | 10 de novembre de 2001 | Socorro              | LINEAR               |
| 173917 - | 2001 VE56              | 10 de novembre de 2001 | Socorro              | LINEAR               |
| 173918 - | 2001 VT56              | 10 de novembre de 2001 | Socorro              | LINEAR               |
| 173919 - | 2001 VR58              | 10 de novembre de 2001 | Socorro              | LINEAR               |
| 173920 - | 2001 VS58              | 10 de novembre de 2001 | Socorro              | LINEAR               |
| 173921 - | 2001 VZ58              | 10 de novembre de 2001 | Socorro              | LINEAR               |
| 173922 - | 2001 VC59              | 10 de novembre de 2001 | Socorro              | LINEAR               |
| 173923 - | 2001 VN70              | 11 de novembre de 2001 | Socorro              | LINEAR               |
| 173924 - | 2001 VP70              | 11 de novembre de 2001 | Socorro              | LINEAR               |
| 173925 - | 2001 VQ84              | 12 de novembre de 2001 | Socorro              | LINEAR               |
| 173926 - | 2001 VR89              | 12 de novembre de 2001 | Socorro              | LINEAR               |
| 173927 - | 2001 VD90              | 15 de novembre de 2001 | Socorro              | LINEAR               |
| 173928 - | 2001 VV92              | 15 de novembre de 2001 | Socorro              | LINEAR               |
| 173929 - | 2001 VH93              | 15 de novembre de 2001 | Socorro              | LINEAR               |
| 173930 - | 2001 VV95              | 15 de novembre de 2001 | Socorro              | LINEAR               |
| 173931 - | 2001 VJ104             | 12 de novembre de 2001 | Socorro              | LINEAR               |
| 173932 - | 2001 VD105             | 12 de novembre de 2001 | Socorro              | LINEAR               |
| 173933 - | 2001 VS114             | 12 de novembre de 2001 | Socorro              | LINEAR               |
| 173934 - | 2001 VC120             | 12 de novembre de 2001 | Socorro              | LINEAR               |
| 173935 - | 2001 VA125             | 11 de novembre de 2001 | Socorro              | LINEAR               |
| 173936 - | 2001 WM2               | 17 de novembre de 2001 | Kuma Kogen           | A. Nakamura          |
| 173937 - | 2001 WK9               | 17 de novembre de 2001 | Socorro              | LINEAR               |
| 173938 - | 2001 WJ10              | 17 de novembre de 2001 | Socorro              | LINEAR               |
| 173939 - | 2001 WH12              | 17 de novembre de 2001 | Socorro              | LINEAR               |
| 173940 - | 2001 WD39              | 17 de novembre de 2001 | Socorro              | LINEAR               |
| 173941 - | 2001 WN51              | 19 de novembre de 2001 | Socorro              | LINEAR               |
| 173942 - | 2001 WW56              | 19 de novembre de 2001 | Socorro              | LINEAR               |
| 173943 - | 2001 WC62              | 19 de novembre de 2001 | Socorro              | LINEAR               |
| 173944 - | 2001 WO63              | 19 de novembre de 2001 | Socorro              | LINEAR               |
| 173945 - | 2001 WY65              | 20 de novembre de 2001 | Socorro              | LINEAR               |
| 173946 - | 2001 WT74              | 20 de novembre de 2001 | Socorro              | LINEAR               |
| 173947 - | 2001 WZ76              | 20 de novembre de 2001 | Socorro              | LINEAR               |
| 173948 - | 2001 WW77              | 20 de novembre de 2001 | Socorro              | LINEAR               |
| 173949 - | 2001 WH95              | 20 de novembre de 2001 | Anderson Mesa        | LONEOS               |
| 173950 - | 2001 WC96              | 20 de novembre de 2001 | Haleakala            | NEAT                 |
| 173951 - | 2001 WO96              | 17 de novembre de 2001 | Kitt Peak            | Spacewatch           |
| 173952 - | 2001 XJ7               | 7 de desembre de 2001  | Socorro              | LINEAR               |
| 173953 - | 2001 XL11              | 9 de desembre de 2001  | Socorro              | LINEAR               |
| 173954 - | 2001 XP11              | 9 de desembre de 2001  | Socorro              | LINEAR               |
| 173955 - | 2001 XU11              | 9 de desembre de 2001  | Socorro              | LINEAR               |
| 173956 - | 2001 XA14              | 9 de desembre de 2001  | Socorro              | LINEAR               |
| 173957 - | 2001 XQ14              | 9 de desembre de 2001  | Socorro              | LINEAR               |
| 173958 - | 2001 XR20              | 9 de desembre de 2001  | Socorro              | LINEAR               |
| 173959 - | 2001 XE23              | 9 de desembre de 2001  | Socorro              | LINEAR               |
| 173960 - | 2001 XG32              | 7 de desembre de 2001  | Kitt Peak            | Spacewatch           |
| 173961 - | 2001 XJ34              | 9 de desembre de 2001  | Socorro              | LINEAR               |
| 173962 - | 2001 XR43              | 9 de desembre de 2001  | Socorro              | LINEAR               |
| 173963 - | 2001 XR60              | 10 de desembre de 2001 | Socorro              | LINEAR               |
| 173964 - | 2001 XF69              | 11 de desembre de 2001 | Socorro              | LINEAR               |
| 173965 - | 2001 XC71              | 11 de desembre de 2001 | Socorro              | LINEAR               |
| 173966 - | 2001 XJ76              | 11 de desembre de 2001 | Socorro              | LINEAR               |
| 173967 - | 2001 XE78              | 11 de desembre de 2001 | Socorro              | LINEAR               |
| 173968 - | 2001 XD82              | 11 de desembre de 2001 | Socorro              | LINEAR               |
| 173969 - | 2001 XF82              | 11 de desembre de 2001 | Socorro              | LINEAR               |
| 173970 - | 2001 XL83              | 11 de desembre de 2001 | Socorro              | LINEAR               |
| 173971 - | 2001 XP91              | 10 de desembre de 2001 | Socorro              | LINEAR               |
| 173972 - | 2001 XR111             | 11 de desembre de 2001 | Socorro              | LINEAR               |
| 173973 - | 2001 XL122             | 14 de desembre de 2001 | Socorro              | LINEAR               |
| 173974 - | 2001 XV127             | 14 de desembre de 2001 | Socorro              | LINEAR               |
| 173975 - | 2001 XL131             | 14 de desembre de 2001 | Socorro              | LINEAR               |
| 173976 - | 2001 XG132             | 14 de desembre de 2001 | Socorro              | LINEAR               |
| 173977 - | 2001 XU133             | 14 de desembre de 2001 | Socorro              | LINEAR               |
| 173978 - | 2001 XE135             | 14 de desembre de 2001 | Socorro              | LINEAR               |
| 173979 - | 2001 XK135             | 14 de desembre de 2001 | Socorro              | LINEAR               |
| 173980 - | 2001 XY135             | 14 de desembre de 2001 | Socorro              | LINEAR               |
| 173981 - | 2001 XK139             | 14 de desembre de 2001 | Socorro              | LINEAR               |
| 173982 - | 2001 XM140             | 14 de desembre de 2001 | Socorro              | LINEAR               |
| 173983 - | 2001 XB142             | 14 de desembre de 2001 | Socorro              | LINEAR               |
| 173984 - | 2001 XS148             | 14 de desembre de 2001 | Socorro              | LINEAR               |
| 173985 - | 2001 XB157             | 14 de desembre de 2001 | Socorro              | LINEAR               |
| 173986 - | 2001 XL158             | 14 de desembre de 2001 | Socorro              | LINEAR               |
| 173987 - | 2001 XK162             | 14 de desembre de 2001 | Socorro              | LINEAR               |
| 173988 - | 2001 XT163             | 14 de desembre de 2001 | Socorro              | LINEAR               |
| 173989 - | 2001 XB164             | 14 de desembre de 2001 | Socorro              | LINEAR               |
| 173990 - | 2001 XG170             | 14 de desembre de 2001 | Socorro              | LINEAR               |
| 173991 - | 2001 XR170             | 14 de desembre de 2001 | Socorro              | LINEAR               |
| 173992 - | 2001 XM178             | 14 de desembre de 2001 | Socorro              | LINEAR               |
| 173993 - | 2001 XG198             | 14 de desembre de 2001 | Socorro              | LINEAR               |
| 173994 - | 2001 XS200             | 15 de desembre de 2001 | Socorro              | LINEAR               |
| 173995 - | 2001 XV204             | 11 de desembre de 2001 | Socorro              | LINEAR               |
| 173996 - | 2001 XT205             | 11 de desembre de 2001 | Socorro              | LINEAR               |
| 173997 - | 2001 XJ207             | 11 de desembre de 2001 | Socorro              | LINEAR               |
| 173998 - | 2001 XX208             | 11 de desembre de 2001 | Socorro              | LINEAR               |
| 173999 - | 2001 XQ222             | 15 de desembre de 2001 | Socorro              | LINEAR               |
| 174000 - | 2001 XE233             | 15 de desembre de 2001 | Socorro              | LINEAR               |